# Zack Album
Zack Album (Eigenschreibweise ZACK Album) war eine Album-Reihe im Umfeld des Comic-Magazins Zack, die von Januar 1974 bis November 1977 wie das Zack-Magazin im Koralle-Verlag erschien.

## Editionsgeschichte
Nachdem ab 1972 in der ersten Zack-Album-Reihe beim Koralle-Verlag, der Zack Comic Box, innerhalb der ersten sieben Bände bereits drei Bände mit Lucky Luke erschienen waren, entschied man sich, diese Serie auszulagern, denn die Comic Box sollte konzeptionell analog zum Mixed-Charakters-Prinzip von Zack eine bunte Mischung von Serien präsentieren. So erschien ab Januar 1974 Lucky Luke ab Band 4 als eigene Ausgabe, wobei die Zack Comic Boxen 3, 5 und 7 nachträglich als Lucky Luke 1–3 gewertet wurden. Als absehbar wurde, dass Koralle die Rechte an Lucky Luke verlieren würde, änderte man das Erscheinungsbild der letzten Bände, in dem das Signet Zack Album ab dem elften Band hinzugefügt wurde. So erschienen dann die Lucky Luke-Bände 12–14 als Zack Album 12–14. Band 11 ist so gestaltet, dass es noch unentschieden ist, ob sich die Nummerierung auf den Serien- oder Reihentitel bezieht. Zudem war schon spätestens nach Band 12 offenkundig, dass die Zack-Album-Reihe in der Folge auch andere Serie präsentieren sollte, denn Zack Album 13 wurde zunächst als Band mit den Pichelsteinern angekündigt, erschien dann aber doch noch wieder mit Lucky Luke.

Während der Ehapa Verlag, der die deutsche Lizenz zur Herausgabe der Lucky Luke-Alben erhielt,
 die Koralle-Nummerierung übernahm und ihre Ausgabe im Juni 1977 mit Band 15 startete, setzte Koralle die Reihe Zack Album mit anderen Serien fort. So erschienen dort (ebenfalls mit Nummerierung ab 15) Bände von Luc Orient, Umpah-Pah, Rick Master und Leutnant Blueberry. Somit unterschied sich nun das Konzept der Reihe nicht mehr von dem der parallel weiter geführten Zack Comic Box (inzwischen auf Zack Box verkürzt).
Ab Januar 1978 ging Koralle dann verstärkt dazu über, einige Serien in Form eigenständiger Alben-Ausgaben zu veröffentlichen (wie zuvor Lucky Luke, aber auch von z. B. Raumschiff Enterprise und Caine gab es kurzlebige Alben-Serien), darunter auch Rick Master und Blueberry, bei denen wiederum die zuvor in den Alben-Reihen erschienenen Bände nachträglich jeweils ab Band 1 gezählt wurden (so startete Rick Master mit Band 2, Blueberry mit 3). Da die Zack Box aber auch weiter erschien, wurde die Überflüssigkeit einer zweiten Mixed-Serien-Alben-Reihe noch offenkundiger und so wurde das Zack Album nach Band 20, der im November 1977 erschienen war, nicht mehr fortgeführt.

## Liste der Einzelbände
| #  | Serientitel        | Bandtitel                            | EVT        | Bemerkungen |
| -- | ------------------ | ------------------------------------ | ---------- | --- |
| 1  | Lucky Luke         | Dicke Luft in Dalton City            | 14.11.1972 | So nicht erschienen. Zack Comic Box 3 wurde nachträglich als Band 1 gezählt. |
| 2  | Lucky Luke         | ...und der Kopfgeldjäger             | 3.4.1973   | So nicht erschienen. Zack Comic Box 5 wurde nachträglich als Band 2 gezählt. |
| 3  | Lucky Luke         | ...und der Großfürst                 | 30.8.1973  | So nicht erschienen. Zack Comic Box 7 wurde nachträglich als Band 3 gezählt. |
| 4  | Lucky Luke         | ...und der Rächer der Enterbten      | 15.1.1974  | Als "Lucky Luke Band 4" noch ohne das Logo "Zack Album" erschienen. |
| 5  | Lucky Luke         | ...und die verrückte Erbschaft       | 2.4.1974   | Als "Lucky Luke Band 5" noch ohne das Logo "Zack Album" erschienen. |
| 6  | Lucky Luke         | ...und heiße Hits aus Mexiko         | 5.9.1974   | Als "Lucky Luke Band 6" noch ohne das Logo "Zack Album" erschienen. |
| 7  | Lucky Luke         | ...und Ma Daltons saubere Früchtchen | 13.3.1975  | Als "Lucky Luke Band 7" noch ohne das Logo "Zack Album" erschienen. |
| 8  | Lucky Luke         | ...und der weiße Reiter              | 28.5.1975  | Als "Lucky Luke Band 8" noch ohne das Logo "Zack Album" erschienen. |
| 9  | Lucky Luke         | ...und die Geisterstadt              | 21.8.1975  | Als "Lucky Luke Band 9" noch ohne das Logo "Zack Album" erschienen. |
| 10 | Lucky Luke         | Die Daltons werden kuriert           | 30.10.1975 | Als "Lucky Luke Band 10" noch ohne das Logo "Zack Album" erschienen. |
| 11 | Lucky Luke         | Eine Woche wilder Westen             | 8.1.1976   | Erstmaliges Auftreten des "Zack-Album"-Logos. Ob sich die Angabe "Band 11" schon darauf oder noch auf "Lucky Luke" bezieht ist nicht eindeutig entscheidbar. |
| 12 | Lucky Luke         | Western-Zirkus                       | 25.3.1976  | Hier nun eindeutig als "Zack Album 12". Und ab hier so dann auch bis zum Ende der Reihe beibehalten. |
| 13 | Lucky Luke         | Der Apachen-Canyon                   | Mai 1976   | Ursprünglich war ein Band mit den Pichelsteinern angekündigt. |
| 14 | Lucky Luke         | Der Kaiser von Amerika               | 16.9.1976  | Letztes Lucky-Luke-Album bei Koralle. Die Serie wurde, die Nummerierung mit Band 15 (Juni 1977) übernehmend, von Ehapa fortgeführt. |
| 15 | Luc Orient         | Der Tyrann von Terango               | 18.11.1976 | Erster Nicht-Lucky-Luke-Band in der Reihe. |
| 16 | Luc Orient         | Planet der Angst                     | 3.2.1977   | Wie auch der vorangegangene und nachfolgende Luc-Orient-Band (siehe #20) die Albenausgabe einer bereits 1972 in Zack in Fortsetzungen veröffentlichte Geschichte. |
| 17 | Rick Master        | Die Mörder vom Mars                  | 8.4.1977   | Nachträglich als Band 1 der eigenen Albenausgabe gezählt. Deutsche Erstveröffentlichung. |
| 18 | Umpah-Pah          | Die tapfere Rothaut                  | 17.6.1977  | Neuausgabe des bereits als Zack Comic Box 2 erschienenen Bandes. Schon da ein Nachdruck aus Zack. |
| 19 | Leutnant Blueberry | Aufruhr im Westen                    | 1.9.1977   | Albenausgabe einer bereits 1972 in Zack in Fortsetzungen veröffentlichte Geschichte. Nachträglich als Band 2 der eigenen Albenausgabe gezählt. Als Band 1 wurde Zack Comic Box 6 gezählt. In der eigenen Ausgabe erschienen nur Band 3 und 4, ein fünftes Blueberry Album von Koralle erschien dann wieder in der Reihe Zack Box. |
| 20 | Luc Orient         | Der stählerne Wald                   | 4.11.1977  | Letztes „Zack Album“. Die Serien wurden teilweise in der Reihe Zack Box (Umpah-Pah) oder als eigene Albenserie (Rick Master, Blueberry) bei Koralle fortgeführt. |